# David W. Wallace
David William Wallace (* 23. Februar 1924 in New York City; † 24. Dezember 2017 in Greenwich, Connecticut) war ein amerikanischer Manager und Philanthrop.

## Leben
David William Wallace wurde als Sohn von Fergus Ferguson Wallace und Isabelle Taylor Wilson geboren. Er studierte Ingenieurwissenschaften an der Yale University. Das Studium musste er wegen des Militärdienstes im Zweiten Weltkrieg von 1943 bis 1946 unterbrechen. Er diente in der 1st Infantry Division und erhielt das Purple Heart. Nach dem Ende des Krieges nahm er das Studium wieder auf, legte 1948 den Abschluss eines Bachelor of Science ab und graduierte 1951 an der Harvard Law School.
Nach dem Studium arbeitete er in der Anwaltskanzlei White & Case. Dort lernte er den Unternehmer Robert R. Young kennen, der von Wallace’ Arbeit begeistert war und ihn in seine Führungsmannschaft aufnahm. Wallace wurde deshalb 1954 leitender Rechtsberater und zuletzt Executive Vice President der Alleghany Corporation. Nach dem Freitod von Young 1958 musste er dort seine Tätigkeit 1959 nach Differenzen mit Allan P. Kirby beenden. Er übernahm jedoch die Verwaltung der Robert R. Young Foundation. Anschließend arbeitete er von Februar 1960 bis zum Mai 1967 als Chairman des Executive Committees und als Chief Operation Officer für die United Fruit Company.
Nachdem die Bangor Punta Corporation auf Grund der vielfältigen Akquisitionen von teilweise unwirtschaftlichen Unternehmen mit wirtschaftlichen Problemen zu kämpfen hatte, wurde er vom Chairman of the board von Bangor Punta, Nicolas M. Salgo, als Präsident ins Unternehmen gerufen. Nach Salgos Rücktritt als Chairman übernahm Wallace ab 1973 auch diese Position und hatte die Leitung der Firma Bangor Punta bis zu deren Übernahme durch die Lear Siegler Inc. 1984 inne. Da sich Lear Siegler Inc. zügig von nicht ins Portfolio passenden Unternehmen trennte, übernahm Wallace 1985 das frühere Bangor-Punta-Unternehmen FECO Engineering, dessen Präsident und Chief Executive Officer er wurde. 1995 gab er diese Position auf.
Im Juli 1987 übernahm er den Aufsichtsratsvorsitz der krisengeschüttelten Todd Shipyards Corp. Er konnte jedoch die Insolvenz des Unternehmens im August 1987 nicht mehr verhindern. Seine Aufgabe bestand nunmehr darin, das Unternehmen gut durch den Konkurs zu führen. Mit der Zustimmung der Gläubiger zum Reorganisationsplan 1990 endete seine Tätigkeit beim Werftunternehmen. 1991 wurde er Chairman of the Board und Chief Executive Officer des ebenfalls seit 1990 in Insolvenzverwaltung befindlichen Zementherstellers Lone Star Industries. In dessen Aufsichtsrat saß er bereits seit 1970. Mit der Übernahme des Unternehmens durch Dyckerhoff 1999 endete seine Tätigkeit.
1993 wurde er Chairman of the board des Bankunternehmens Putnam Trust Company. Einen Sitz im Aufsichtsrat hatte er bereits seit 1986 inne. Mit der Übernahme von Putnam Trust durch die Bank of New York 1996 endete diese Tätigkeit.
Ab 2000 begann Wallace Anteile an der Bankholding Washington Trust zu erwerben und kontrollierte damit ab 2006 einen Anteil von mindestens 14,6 % direkt oder über die von ihm verwalteten Stiftungen Robert R. Young Foundation und Jean and David W. Wallace Foundation.
David W. Wallace saß außerdem in den Aufsichtsräten des Investmentunternehmens National Securities & Research Corporation (1988–1993), des Agrarunternehmens Producers Cotton Oil Company, des New York Hospital sowie etlicher weiterer Unternehmen. Außerdem war er Stiftungsverwalter des Smith College sowie der Greenwich Library.
1953 heiratete er Jean Ives McLean. Das Ehepaar hat zwei Töchter. Wallace und seine Frau stifteten sechs Professuren an der Yale School of Medicine (Jean McLean Wallace Professorship of Pediatrics, Robert R. Young Professorship in Ophthalmology and Visual Science, Jean and David W. Wallace Professor of Comparative Medicine, David W. Wallace Professor of Immunobiology, Fergus F. Wallace Professor of Genetics und die Anita O’Keefe Young Professorship of Women’s Health). 1997 spendete das Ehepaar 9 Millionen Dollar für die Renovierung des Branford College der Yale University. Insgesamt spendeten sie 33 Millionen Dollar. an die Universität.
David W. Wallace starb am 24. Dezember 2017 in seinem Haus in Greenwich, Connecticut.